# Bobara
Koordinati:   42°35′10″N, 18°10′34″E
Bobara je majhen otoček v Jadranskem morju, ki pripada Hrvaški.
Bobara leži okoli 2 km vzhodno od Cavtata. Površina otočka, ki ima na severozahodu lepo peščeno plažo je 0,064 km². Dolžina obalnega pasu je 1,25 km. Najvišji vrh na otočku doseže višino 45 mnm.
Leta 1482 so na Bobaro preselili prvo bolnišnico (lazaret) Dubrovniške republike, ki je pred tem delovala na sosednjem  Mrkanu. Bobara je bila v svoji zgodovini naseljena samo za časa delovanja lazareta. Na otočku je še ohranjenega okoli 100 m obrambnega zidu zgrajenega v 15. stoletju. 